# Nuevo Ejército Zhijiang
El Nuevo Zhijiang Ejército (en chino tradicional, 之江新軍; en chino simplificado, 之江新军; pinyin, Zhījiāng Xīnjūn: 之江新军; : ; : ), es un plazo utilizado por observadores para representar figuras políticas en el Partido Comunista de China quién tuvo importantes puestos provinciales y locales durante el plazo de Xi Jinping como Secretario de Partido Comunista de Zhejiang provincia. El "ejército nuevo" refiere a personas estrechamente asociadas con Xi e identificados con sus vistas políticas, y quiénes desde entonces han tenido puestos políticos prominentes en el nivel provincial o en partido central y órganos estatales.
El término fue primero ampliamente utilizado por Ma Haoliang (马浩亮), editor del diario en Hong Kong Ta Kung Pao en un artículo que tituló el Nuevo Zhijiang Ejército de Política china. La palabra Zhijiang se refiere al río Qiantang, el cual corre a través de la provincia, pero es a menudo utilizado como referencia poética para la gran región de Zhejiang. Tal término fue inicialmente utilizado como título del libro de Xi Jinping Zhijiang Xinyu (之江新语), un libro que compila las filosofías políticas de Xi Jinping durante su plazo de cinco años cuando jefe de partido de Zhejiang, publicado en 2007.

## Miembros sugeridos
| Nombre              | Nacido             | Oficina en Zhejiang durante Xi plazo | Oficina en 2016 |
| ------------------- | ------------------ | --- | --- |
| Cai Qi蔡奇          | Diciembre de 1955  | Secretario de partido de Quzhou, Secretario de Partido de Taizhou                                                                                      | Alcalde de Beijing                                                                                                 |
| Huang Kunming黄坤明 | Noviembre de 1956  | Secretario de partido de Jiaxing | Cabeza de diputado ejecutivo del Departamento de Propaganda del Partido Comunista de China                         |
| Chen Derong陈德荣   | March 1961         | Alcalde de Jiaxing | Ejecutivo de jefe de Baosteel                                                                                      |
| Bayanqolu巴音朝鲁   | Octubre de 1955    | Secretario de partido de Ningbo | Secretario de partido de Jilin provincia                                                                           |
| Lou Yangsheng楼阳生 | Octubre de 1959    | Secretario de partido de Lishui | Gobernador de Shanxi provincia                                                                                     |
| Xia Baolong夏宝龙   | Diciembre de 1952  | Secretario de Partido del diputado de Zhejiang | Secretario de partido de Zhejiang provincia                                                                        |
| Li Qiang李强        | Julio de 1959      | Secretario General de Zhejiang Comité de Partido | Secretario de partido de Jiangsu provincia                                                                         |
| Chen Min'er陈敏尔   | Septiembre de 1960 | Director de Zhejiang Departamento de Propaganda de partido provincial                                                                                  | Secretario de partido de Guizhou provincia                                                                         |
| Ying Yong应勇       | Noviembre de 1957  | Director de Departamento de Supervisión, ZhejiangPresident de Zhejiang Alto CourtDeputy Secretario de Zhejiang Comisión de Inspección de la Disciplina | Secretario de Partido del diputado de ShanghaiDirector de Departamento de Organización del Partido de Shanghái     |
| Zhong Shaojun钟绍军 | 1968               | Xi jefe de personal | Coronel sénior de las Personas Liberation ArmyDeputy Director de la Oficina General de la Comisión Militar Central |

### Otros
Otros políticos han sido nombrados por medios de comunicación de lengua china ,asociados a Xi Jinping. Son conocidos o trabajaron debajo de él a raíz de su regional tenures en la provincia de Shaanxi (Xi  "provincia hogar") al sudeste (Zhejiang y Fujian provincias), o a través de Tsinghua Universidad, donde Xi ocupó su juventud. Aquellos nombres incluyen a Li Zhanshu, Huang Xingguo, Liu Él, Chen Xi, Él Yiting, Li Shulei, y Li Xi. En el ejército, Liu Yazhou, Zhang Youxia, y Liu Yuan ha sido nombrado como algunos de los asociados superiores de Xi.